# 特讷耶
特讷耶（法語：Theneuille，法語發音：[tənœj]）是法国阿列省的一个市镇，位于该省西北部，属于蒙吕松区。

## 地理
特讷耶（46°35'3"N, 2°51'49"E）面积39.73 平方千米，位于法国奥弗涅-罗讷-阿尔卑斯大区阿列省，该省份为法国中部省份，北起涅夫勒省、西北接谢尔省，西南至克勒兹省，南至多姆山省，东南临卢瓦尔省，东临索恩-卢瓦尔省。
与特讷耶接壤的市镇（或旧市镇、城区）包括：塞里伊、库勒夫尔、卢鲁布尔博奈、圣普莱西尔、勒维延、伊格朗德。

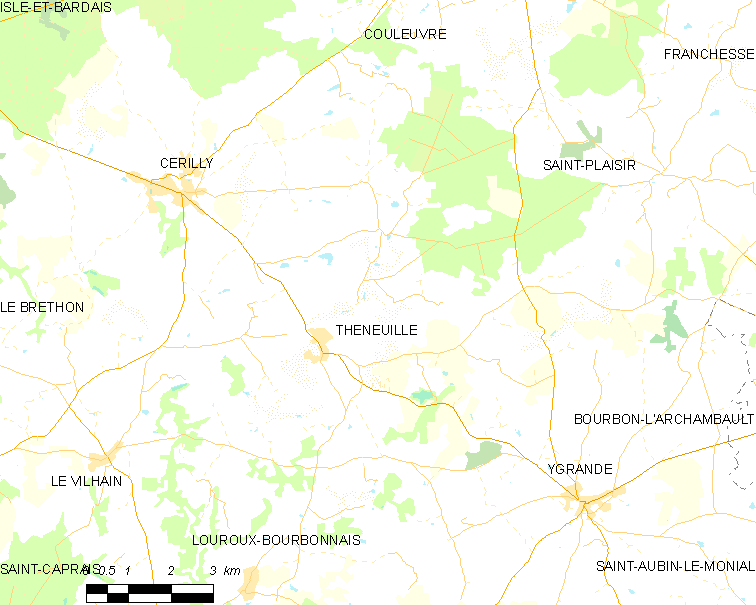
特讷耶的OSM定位图

特讷耶的时区为UTC+01:00、UTC+02:00（夏令时）。

## 行政
特讷耶的邮政编码为03350，INSEE市镇编码为03282。

## 政治
特讷耶所属的省级选区为波旁拉尔尚博县。

## 人口

1962-2008年间特讷耶人口变化图示

特讷耶于2022年1月1日时的人口数量为340人。